# NGC 5763
NGC 5763 (другие обозначения — ZWG 76.64, NPM1G +12.0408, PGC 52905) —спиральная галактика в созвездии Волопас.
Этот объект входит в число перечисленных в оригинальной редакции «Нового общего каталога».
В галактике вспыхнула сверхновая SN 1986P. Её пиковая видимая звёздная величина составила 17.